# Ouffet
Ouffet (in vallone Oufet) è un comune belga di 2 551 abitanti, situato nella provincia vallona di Liegi.